# Цусімська течія

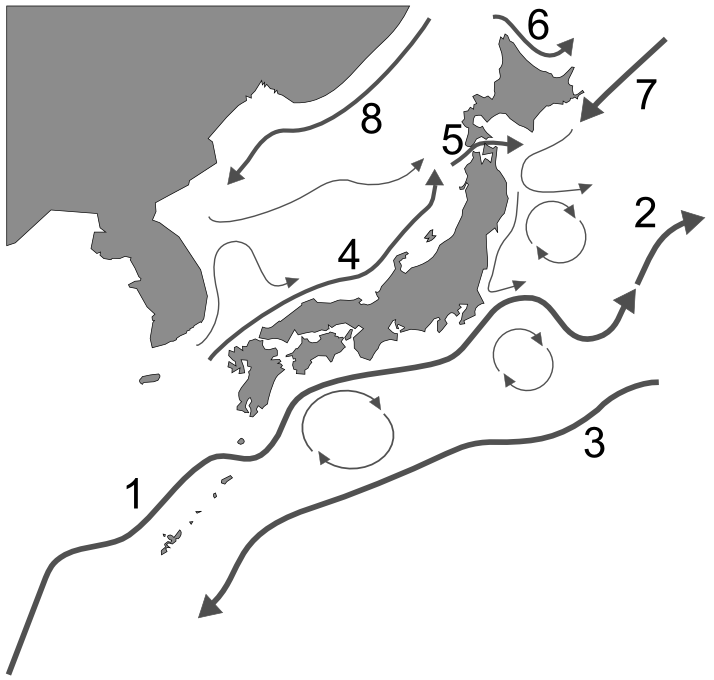
Цусімська течія показана цифрою 4

Цусімська течія — північно-західне відгалуження теплої течії Куросіо.

## Гідрографія
Входить в акваторію Японського моря через досить вузьку (47 км) Цусімську протоку, що обумовлює відносно низьку швидкість течії — близько 0,5-1 км/год, що від 10 до 5 разів менше швидкості основного потоку Куросіо
.
Далі течія проходить з півдня на північ у східній частині Японського моря, поділяючись на три потоки.
Саме Цусімська течія визначає помітну різницю температур у східній частині Японського моря (японський берег) у порівнянні з холоднішою західною його частиною (РФ), куди холодні води Охотського моря проникають через Татарську протоку.
Різниця температур досягає 5-6 ° C взимку, і 1-3 ° C влітку

Тому японський берег має субтропічний клімат, а російський — помірний.
Під тиск холодних і важких вод Приморської течії, 70 % субтропічних вод Цусімської і Східнокорейської прямують у Тихий океан через Сангарську протоку, а 30 %, що залишилися, просуваються далі на північ у напрямку Татарської протоки у вигляді течії Соя.

## Значення
Тим не менш, пом'якшувальний вплив Цусімської течії відчувається і на території Росії.
Наприклад, ця течія прогріває південно-західні схили Західносахалінських гір, де переважають мішані широколистяні ліси. Інші, непрогріті схили, покриває тайга (ялина та курильський бамбук).
Одна з гілок Цусімської течії під назвою Соя, оминає острів Хоккайдо і значно пом'якшує клімат південної частини Охотського моря, включаючи Південні Курили
.
Інша, менш істотна гілка, коли входить затока Посьєта Приморського краю РФ.
Ця течія має важливе значення у розвитку флори і фауни акваторії Японського моря.

Також вона відіграє найважливішу роль у кліматі Приморського краю, на початку весни прогріваючи холодні води узбережжя Уссурійського краю з 2 до 15 °C, через що у травні регіон покривають тривалі тумани.
У серпні Цусімська течія досягає річного температурного максимуму— вода нагрівається майже 21-22 °C.